# جورج دوری
جورج دوری (انگلیسی: George Drury; ۲۲ ژانویهٔ ۱۹۱۴ – ژوئن ۱۹۷۲ (aged 58)) بازیکن فوتبال اهل بریتانیا بود.
از باشگاه‌هایی که در آن بازی کرده‌است می‌توان به باشگاه فوتبال آرسنال، باشگاه فوتبال وست برومویچ آلبیون، باشگاه فوتبال شفیلد ونزدی، باشگاه فوتبال واتفورد، و باشگاه فوتبال دارلاستون اشاره کرد.